# Intesius richeri
Intesius richeri is een krabbensoort uit de familie van de Mathildellidae. De wetenschappelijke naam van de soort is voor het eerst geldig gepubliceerd in 2004 door Crosnier & Ng.